# 1808.
◄ | 18. stoljeće | 19. stoljeće | 20. stoljeće | ►
◄ | 1770-ih | 1780-ih | 1790-ih | 1800-ih | 1810-ih | 1820-ih | 1830-ih | ►
◄◄ | ◄ | 1805. | 1806. | 1807. | 1808. | 1809. | 1810. | 1811. | ► | ►►
Arhitektura • Astronomija • Biologija • Glazba • Kazalište • Kemija • Kiparstvo • Knjige • Književnost • Kršćanstvo • Meteorologija • Medicina • Politika • Pravo • Promet • Slikarstvo • Šport • Znanost

## Događaji
- 31. siječnja – Napoleonov maršal Auguste Marmont ukinuo Dubrovačku Republiku.[1]
- John Dalton postavlja atomističku hipotezu, kemijski element sastavljen je od istovrsnih atoma.

## Rođenja
- 20. travnja – Napoleon III. Bonaparte, francuski predsjednik i car († 1873.)
- 28. srpnja – Selim III., turski sultan (* 1761.)
- 29. prosinca – Andrew Johnson, američki političar i predsjednik († 1875.)

## Smrti
- 28. srpnja – Selim III., turski sultan (* 1761.)
- 5. studenog – Mustafa IV., turski sultan (* 1779.)

## Vanjske poveznice
|  | Zajednički poslužitelj ima još gradiva o temi 1808. |